# Stenelmis koreana
Stenelmis koreana is een keversoort uit de familie beekkevers (Elmidae). De wetenschappelijke naam van de soort werd in 1978 gepubliceerd door Satô.